# Born to Die
Born to Die är ett studioalbum av Lana Del Rey från 2012. Det var hennes andra studioalbum, och det första som hon gjorde för ett stort skivbolag. Albumet innebar hennes stora genombrott som artist med singlarna "Born to Die", "Video Games" och "Summertime Sadness". Senare samma år släpptes albumet på nytt med bititeln The Paradise Edition och åtta nya låtar tillagda.
Albumet fick generellt ett ganska bra mottagande, men några musikkritiker var mindre entusiastiska. Webbsidan Pitchfork delade exempelvis ut det ljumma betyget 5.5/10. Skivan snittar 62/100 på Metacritic. Alla hennes senare skivor har fått ett bättre mottagande. Albumet har legat över 400 veckor på Billboardlistan.

## Låtlista
1. "Born to Die"
2. "Off to the Races"
3. "Blue Jeans"
4. "Video Games"
5. "Diet Mountain Dew"
6. "National Anthem"
7. "Dark Paradise"
8. "Radio"
9. "Carmen"
10. "Million Dollar Man"
11. "Summertime Sadness"
12. "This Is What Makes Us Girls"